# Kayla De Souza
Kayla De Souza (* 7. März 1990 in Scarborough, Ontario) ist eine kanadische Fußballspielerin guyanischer Herkunft.

## Leben
De Souza wurde im kanadischen Scarborough in der Provinz Ontario geboren und ist guyanesischer Abstammung Großväterlicherseits des Vaters. Sie besuchte von 2004 bis 2008 die St. Mary Catholic Secondary School in Pickering, Ontario. Anschließend schrieb sie sich im Herbst 2009 an der University of Toronto, wo sie im Frühjahr 2012 mit einem Bachelor in Soziologie abschloss. Anschließend begann sie im Herbst 2012 ein weiteres Studium in Kunst an der University of Ontario Institute of Technology in Oshawa. Nebenher arbeitet De Souza für die Wohltätigkeits-Organisation Canadian Housing and Renewal Association, welches sich für Obdachlose in Ottawa einsetzt. Ihre zwei Jahre jüngere Schwester Briana De Souza, spielt ebenfalls aktiv Fußball und gehört neben ihr zum Nationalteam Guyanas.

## Fußballkarriere

### Verein
De Souza startete ihre Karriere in der Jugend des Pickering Soccer Club, wo sie eine Zeit lang mit ihrer Schwester Briana, sowie ihren Nationalmannschaftskolleginnen Ashlee Savona, Mariam El-Masri, und Ashley Rodrigues auflief. gewann in ihrer Secondary School mit den St. Mary's Monarchs, 2007 und 2008 die LOSSA Championship sowie 2008 die OFSAA-Silber-Medaille. Im Anschluss folgte ein Studium an der University of Toronto, wo sie vier Jahre lang für das Varsity Blues Soccer Team spielte. Im Frühjahr 2012 schloss sie mit dem Bachelor ab und spielte ein halbes Jahr für ihren Jugendverein Pickering SC. Im Herbst 2012 schrieb sie sich erneut für ein Studium in Kunst an der University of Ontario Institute of Technology und spielt seither für das UOIT Ridgebacks Women Soccer Team.

### Nationalmannschaft
De Souza ist seit 2008 Nationalspielerin für Guyana und nahm 2010 für das Heimatland ihres Großvaters am Gold Cup in Kuba teil. spielte bislang in neun offiziellen FIFA-Länderspielen und erzielte ein Tor für die Guyanische Fußballnationalmannschaft der Frauen.

### Als Trainerin
Seit 2011 arbeitet sie zudem als Trainerin der U-10 des Cherry Beach Soccer Club, an der Seite ihres älteren Bruders David.